# تابوت نوبوناگا
تابوت نوبوناگا، نوبوناگا نو هیتسوگی (به ژاپنی: 信長の棺 のぶながのひつぎ) یک رمان تاریخی نوشتهٔ کاتو هیروشی است. این رمان ابتدا در روزنامه نیهون کیزای چاپ می‌شد. پس از آن به صورت کتاب کامل به چاپ رسید و ۲ میلیون و پانصد نسخه در مجموع فروش داشت و به صورت پرتیراژترین کتاب درآمد. در سال ۲۰۰۶، کانال تی‌وی آساهی ژاپن فیلمی با همین نام و بر اساس این کتاب را به نمایش گذاشت که با ۱۷٫۸％ بیننده رکورد از خود برجا گذاشت. در این فیلم ماتسوموتو کوشیرو نهم نقش اوتا گیوایچی ملازم اودا نوبوناگا را ایفا می‌کند.